# 395 a.C.

## Eventos
- Agesípolis I foi feito rei de Esparta, m. 380 a.C., pertenceu à Dinastia Ágida.